# Michele Tomasi
Michele Tomasi (Trento, 2 marzo 1965) è un apneista italiano.
Ha stabilito nella sua carriera record italiani e mondiali nelle discipline di immersione in apnea riconosciute dalla CMAS e dalla Federazione Italiana FIPSAS.
Ha fatto parte della rappresentativa Nazionale Italiana in diverse manifestazioni internazionali.
Vive a Calceranica al Lago in Valsugana presso Trento, dove lavora nel settore del turismo.
È socio della storica Associazione di Attività Subacquee RANE NERE di Trento
Tuttora in attività ha iniziato la sua carriera sportiva nel 2001 e da allora è stato presente a molte manifestazioni di Immersione in Apnea in Italia e nel mondo

## Riconoscimenti

### Apnea Dinamica senza Attrezzatura (DNF) - vasca da 25 m
- 17/04/11 Schio (VI) 5° TROFEO VENETO APNEA 180,80 m
- 25/04/10 Schio (VI) 4° TROFEO VENETO APNEA 175,00 m
- 28/11/08 Jesi (AN)  CAMPIONATO ITALIANO INVERNALE 140,10 m

### Apnea Dinamica senza Attrezzatura (DNF) - vasca da 50 m
- 14/05/10 Lignano Sabbiadoro CAMPIONATO ITALIANO ESTIVO 164,34 m
- 04/04/09 Saronno (VA) 2° TROFEO TRESSE DIVING CLUB 145,50 m
- 06/06/09 Lignano Sabbiadoro CAMPIONATO ITALIANO ESTIVO 146,43 m
- 07/07/07 Trento RECORD ITALIANO 110,90 m
- 27/11/09 Lignano Sabbiadoro CAMPIONATO ITALIANO INVERNALE 160,90 m
- 30/03/08 Rieti CAMPIONATO ITALIANO PRIMAVERILE 141,00 m

### Apnea Dinamica con Attrezzatura (DYN) - vasca da 25 m
- 25/06/11 Garda (VR)  RECORD ITALIANO CON PINNE TRADIZIONALI 175,00 m
- 12/06/10 Caldogno (VI)  RECORD ITALIANO CON PINNE TRADIZIONALI 168,88 m
- 28/11/08 Jesi (AN)  CAMPIONATO ITALIANO INVERNALE CON MONOPINNA 200, m
- 18/05/08 Levico (TN)  RECORD ITALIANO CON MONOPINNA 194,58 m
- 18/11/07 Padova  RECORD ITALIANO CON MONOPINNA 180,24 m
- 07/07/07 Trento RECORD ITALIANO CON MONOPINNA 177,90 m
- 13/05/07 Preganziol (TV)  RECORD ITALIANO CON MONOPINNA 171,71 m
- 2006 RECORD ITALIANO CON MONOPINNA 167,60 m
- 2005 RECORD ITALIANO CON MONOPINNA 160,50 m
- 2004 RECORD ITALIANO CON MONOPINNA 153,00 m

### Apnea Dinamica con Attrezzatura (DYN) - vasca da 50 m
- 21/03/10 Siena 2° TROFEO CITTA' DI SIENA 208,60 m
- 01/06/08 Roma CAMPIONATO ITALIANO ESTIVO 209,00 m
- 22/04/07 Lignano Sabbiadoro RECORD DEL MONDO CON MONOPINNA 191,09 m
- 29/04/07 Torino RECORD ITALIANO CON MONOPINNA 195,80 m
- 09/09/07 Novara RECORD DEL MONDO CON MONOPINNA 200,00 m
- 05/08/07 Bari RECORD DEL MONDO CON MONOPINNA 194,96 m
- 2006 RECORD DEL MONDO CON MONOPINNA 184,11 m
- 2006 RECORD DEL MONDO CON MONOPINNA 169,00 m

### Assetto Costante
- 02/10/11 Riva del Garda (TN) ASSETTO COSTANTE CON MONOPINNA IN ACQUE DOLCI - 70,00 m
- 01/10/11 Riva del Garda (TN) ASSETTO COSTANTE SENZA ATTREZZI IN ACQUE DOLCI - 55,00 m
- 25/09/11 Milazzo (ME) ASSETTO COSTANTE SENZA ATTREZZI - 62,00 m

### Apnea Dinamica Lineare con Attrezzatura
- 24/06/11 Garda (VR) RECORD ITALIANO DI APNEA LINEARE
- 04/07/10 Calceranica al Lago (TN) 4° TROFEO LAGO CALDONAZZO DI APNEA LINEARE 184,53 m
- 06/09/09 Calceranica al Lago (TN) RECORD ITALIANO DI APNEA LINEARE

### Jump Blue
- 2005 RECORD DEL MONDO DI JUMP BLUE 143,42 m

### Guinness World Record
- 12/02/12 Lago Santo, Cembra (TN) Apnea Dinamica UNDER ICE CON MONOPINNA 130,00 m
- 15/02/09 Lago della Serraia (TN) Apnea Dinamica UNDER ICE IN RANA SUBACQUEA 84,00 m
- 10/06/08 Praia a Mare APNEA CON PROPULSORE SUBACQUEO 462,00 m